# Marisol Peña
Marisol Peña Torres (Santiago, 20 de enero de 1959) es una abogada y profesora de derecho chilena. Fue ministra del Tribunal Constitucional de Chile entre 2006 y 2018, desempeñándose como presidenta del mismo entre 2013 y 2014. Es docente de la Facultad de Derecho de la Universidad del Desarrollo y directora del Centro de Justicia Constitucional de dicha casa de estudios.
El 25 de enero de 2023 fue designada como integrante del Comité Técnico de Admisibilidad, órgano arbitral que formó parte del proceso constituyente.

## Trayectoria

### Estudios
Estudió Derecho en la Universidad Rafael Landívar de Guatemala y en la Pontificia Universidad Católica de Chile (PUC), licenciandose en esta última en 1981 con distinción máxima; se adjudicó los premios «Monseñor Carlos Casanueva» y «Luis Gutiérrez Allende» por su desempeño académico y colaboración a las actividades de la Facultad de Derecho de la PUC. Obtuvo el título de abogado al año siguiente. También cursó un magíster en Estudios Internacionales por la Universidad de Chile en 2002.

### Carrera académica y profesional

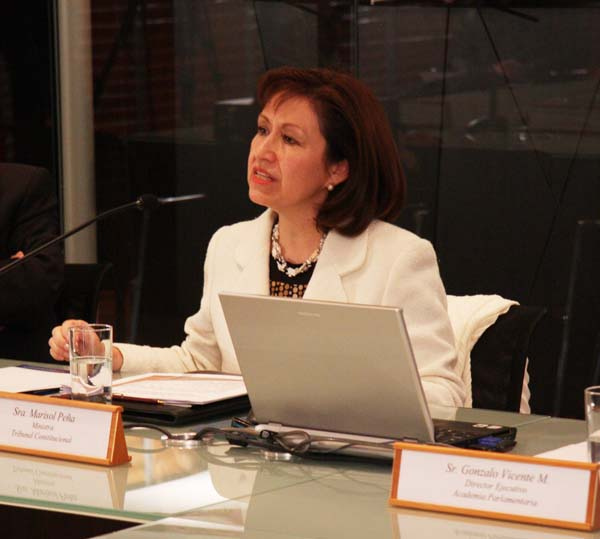
Peña en 2010.

Fue profesora de la Pontificia Universidad Católica de Chile (PUC) entre 1982 y 2023, casa de estudios en la que impartió las cátedras de Derecho Político, Derecho Constitucional y Derecho Internacional Público. El año 1991 recibió en su cátedra de Derecho Constitucional, por voluntad del profesor y exsenador Jaime Guzmán Errázuriz, a los alumnos del parlamentario luego de ocurrido su asesinato. Ha recibido los premios a la «Excelencia Docente» y «Reconocimiento a la Excelencia Docente», otorgados por el establecimiento.
Junto al profesor José Luis Cea Egaña organizó los Programas de magíster y de postítulo en Derecho Constitucional en la Facultad de Derecho de la PUC y fue su primera secretaria académica. En el año 2005 fue elegida miembro del Consejo de la Facultad de Derecho de la PUC y, a comienzos del 2006, Directora del Departamento de Derecho Público de la misma Facultad. En junio de 2018 asumió como secretaria general de la PUC, cargo que ocupó hasta 2020.
También ha impartido derecho constitucional en la Universidad de Chile, Universidad de Santiago de Chile, Universidad Marítima de Chile y Universidad de Las Américas, como también en la Academia Nacional de Estudios Políticos y Estratégicos y en la Academia de Guerra del Ejército de Chile.
En el año 2004 fue becada por el Colegio de Abogados para participar en el Curso sobre Derecho Comunitario Europeo aplicado a Iberoamérica. Desde el año 2004 integra el Directorio de la Asociación Chilena de Derecho Constitucional. En 2017 se le nombró miembro de número de la Academia Chilena de Ciencias Sociales, Políticas y Morales.
Ha publicado diversos artículos relacionados con materias de Derecho Político, Derecho Constitucional y Derecho Internacional Público en las más diversas revistas jurídicas nacionales.
También ha ejercido como abogado de la División de Municipalidades de la Contraloría General de la República y asesora jurídica de los Ministerios Secretaría General de Gobierno y Secretaría General de la Presidencia.
Desde 2021 es profesora de la Universidad del Desarrollo, casa de estudios en la que también actúa como directora del Centro de Justicia Constitucional de su Facultad de Derecho.

### Ministra del Tribunal Constitucional

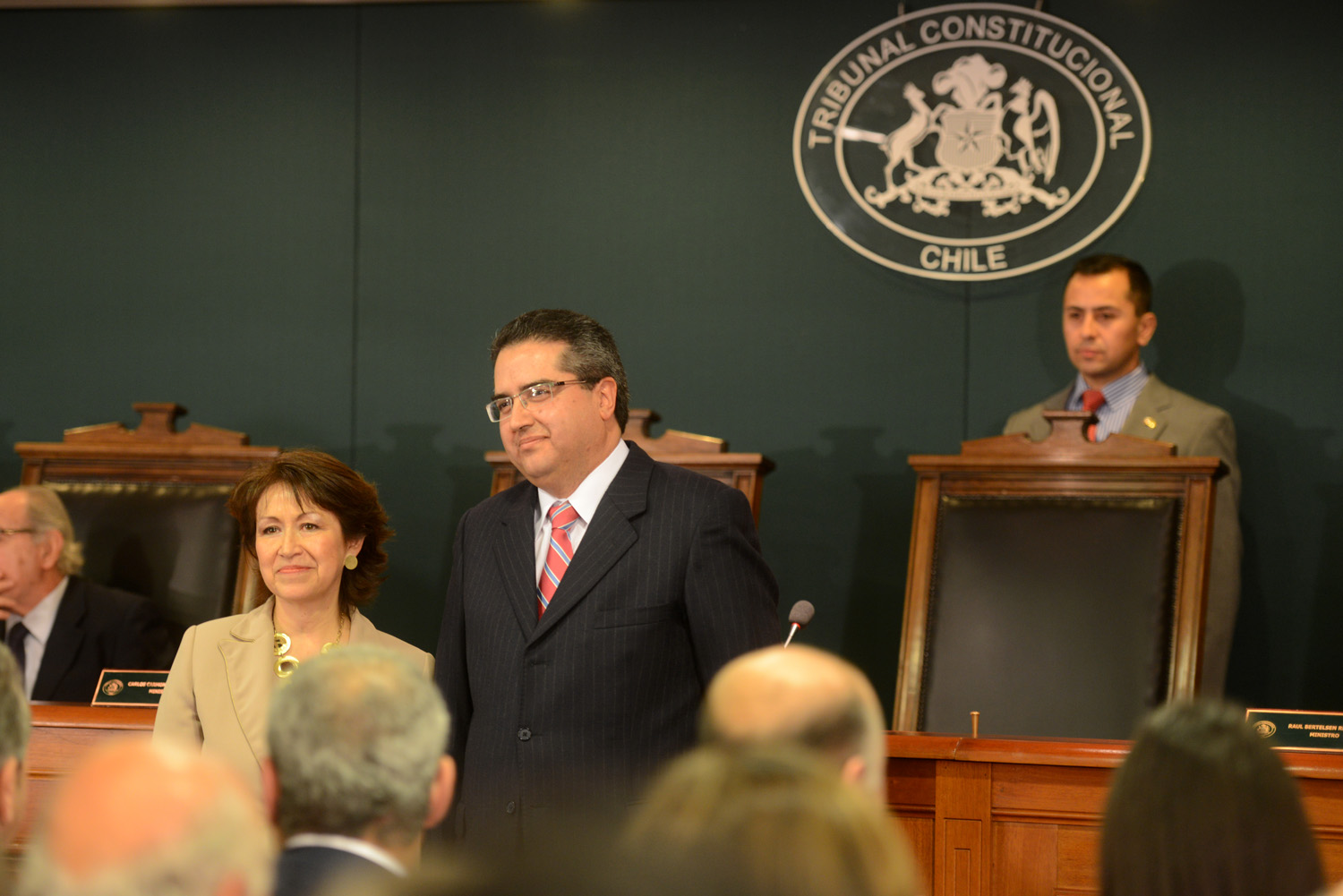
Peña en el traspaso de la presidencia del Tribunal Constitucional a Carlos Carmona.

En enero de 2006 fue designada abogada integrante del Tribunal Constitucional (TC) y, en mayo del mismo año, ministra del mismo tribunal, por la Corte Suprema, en reemplazo del ministro Urbano Marín. En junio de 2009 el pleno de la Corte Suprema la ratificó para un nuevo período como ministra, esta vez de nueve años. 
Durante su labor en el Tribunal Constitucional destacó por su postura conservadora, con la cual se corresponden las votaciones a favor de la inconstitucionalidad de la distribución en el sistema público de salud de levonorgestrel o «píldora del día después», como también la declaración de inconstitucionalidad del préstamo del BID al plan de transporte de la capital chilena, Transantiago.
El 22 de agosto de 2013 fue elegida como presidenta del Tribunal Constitucional, cargo que asumió el 26 de agosto, siendo la primera mujer en ejercer como tal. Renunció a la presidencia del tribunal el 29 de agosto de 2014, siendo reemplazada por Carlos Carmona Santander.
Cesó como ministra del Tribunal Constitucional el 8 de junio de 2018.

### Trayectoria posterior
Durante el año 2023 actuó como integrante del Comité Técnico de Admisibilidad, órgano arbitral que formó parte del proceso constituyente chileno de dicho año, siendo propuesta para dicho cargo por el partido de derecha Renovación Nacional.